# Gladys Marín

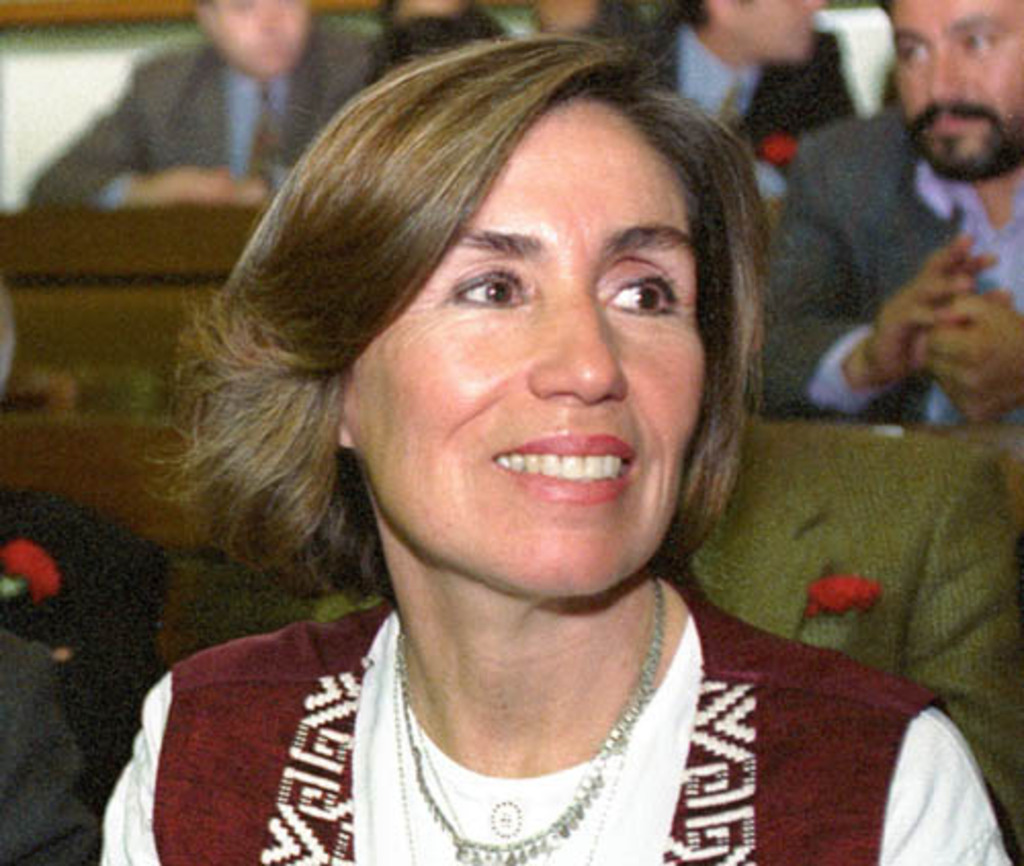
Porträt

Gladys del Carmen Marín Millie (* 18. Juli 1937 in Curepto, Chile; † 6. März 2005 in Santiago de Chile) war Generalsekretärin der Kommunistischen Partei Chiles.

## Leben
Gladys Maríns politisches Wirken wurde bekannt, als die Generalsekretärin des Kommunistischen Jugendverbandes in Chile die Jugend für die Volksregierung der Unidad Popular mobilisierte. Zu ihren persönlichen Freunden zählten Pablo Neruda, Salvador Allende, Luis Corvalan und Víctor Jara.
Beim Putsch des 11. September 1973 wurde sie von ihren Kindern getrennt; ihr Mann Jorge Muñoz gilt als vermisst und wurde wohl von den Putschisten ermordet. Gladys Marín ging in den Untergrund und fand später in den Niederlanden, der DDR und der Sowjetunion ein Exil.
1978 kehrte sie nach Chile zurück und arbeitete im Untergrund. Später wurde sie Generalsekretärin der Kommunistischen Partei und kandidierte für das Amt des Staatspräsidenten. Sie führte in den 80er Jahren Massenproteste gegen den Machthaber Augusto Pinochet an, stritt für die Abschaffung der aus der seiner Diktatur stammenden Verfassung, für die Bestrafung Pinochets und aller Verbrecher aus der Zeit der Diktatur. 1998 reichte sie die erste Klage gegen Pinochet wegen Menschenrechtsverletzungen ein.
Sie starb am 6. März 2005 in Santiago an einem Krebsleiden. Vorher hielt sie sich in Kuba auf, wohin sie sich in ärztliche Behandlung begeben hatte. Am 8. März 2005 wurde ein Staatsbegräbnis angesetzt. Unter großer Anteilnahme der Bevölkerung (Presseschätzungen liegen zwischen 500.000 und 1.000.000 Menschen) wurde ihr Sarg vom Ex-Congreso an der Moneda vorbei zum Zentralfriedhof begleitet. Für den 7. und 8. März wurde von der chilenischen Regierung Staatstrauer angeordnet. In der Comuna Estación Central in Santiago de Chile wurde eine zentrale Straße nach ihr benannt (die alte „Avenida Los Pajaritos“).

## Dokumentarfilm
- 1974: An eine Genossin (DEFA-Dokumentarfilm, Regie: Uwe Belz)[2]